# Damien Sandow
Aaron Steven Haddad (ur. 3 kwietnia 1982 w Worcester, Massachusetts) – amerykański były profesjonalny wrestler. Obecnie pracuje w federacji New Wrestling Alliance, gdzie jako Aron Stevens pełni rolę menadżera tag teamu Blunt Force Trauma. 
Najlepiej znany jest ze swoich występów pod pseudonimami ringowymi Damien Sandow oraz Damien Mizdow w federacji World Wrestling Entertainment (WWE). Podczas obecności w WWE zdobył walizkę Money in the Bank (2013) i wraz z The Mizem był posiadaczem pasa WWE Tag Team Championship. W późniejszym czasie występował również jako Aron Rex w federacji Total Nonstop Action Wrestling (TNA), gdzie był pierwszym w historii posiadaczem tytułu Impact Grand Championship.
Występował też na scenie niezależnej, głównie jako Aaron Stevens.

## Kariera profesjonalnego wrestlera

### Wczesna kariera (2001–2002)
Haddad rozpoczął treningi u Killera Kowalskiego w wieku 16 lat. Trzy lata później, 23 czerwca 2001 zadebiutował w federacji Chaotic Wrestling (CW) jako Aaron Stevens; w swojej pierwszej walce przegrał z Chrisem Harveyem. Stevens założył tag-team „One Night Stand” z Edwardem G. Xtasym, wspólnie zdobyli CW Tag Team Championship. 18 maja 2002 zdobył CW Heavyweight Championship dzięki wygranej z Luisem Ortizem; pas stracił w walce z Johnem Waltersem w sierpniu 2002.
Od listopada 2002 do maja 2003 walczył też dla World Wrestling Alliance. 23 maja 2003 pokonał Danny’ego Davisa, tym samym zdobywając WWA Heavyweight Championship. Tytuł stracił dzień później, na rzecz Jonaha Adelmana. W międzyczasie otrzymał dwie szanse zdobycia CW Heavyweight Championship i CW New England Championship, jednak nie udało mu się zdobyć żadnego z tych tytułów.

### WWE

#### Wczesne lata (2002–2003)
Stevens podpisał kontrakt z WWE po wielu walkach próbnych na Heat, przeciwko takim wrestlerom jak Steven Richards czy Maven. Pojawił się na Vengeance 2003, przebrany za króliczka wielkanocnego (Easter Bunny) w walce z A.P.A..

#### Ohio Valley Wrestling (2003–2006)
Stevens, pod nieco zmienionym pseudonimem ringowym Aaron „The Idol” Stevens, został przypisany do ówczesnej rozwojówki WWE – Ohio Valley Wrestling (OVW). W 2003 wraz z Novą zdobył OVW Southern Tag Team Championship. 4 stycznia 2006 wygrał OVW Television Championship, pokonując Brenta Albrighta i CM Punka w Triple Threat Matchu. Oryginalnie, Stevens nie miał brać udziału w walce; w połowie Triple Threat Matchu Ken Doane doznał kontuzji, a wtedy Stevens go zastąpił. 8 marca utracił tytuł mistrzowski w walce z Sethem Skyfirem, po interwencji Paula Burchilla w pojedynek.

#### „Teacher's Pets” i SmackDown (2006–2007)
Haddad zadebiutował w SmackDown 4 sierpnia 2006, jako Idol Stevens. Został przedstawiony przez Michelle McCool jako jej „pupilek”. Wraz z KC Jamesem pokonali Funakiego i Scotty’ego 2 Hotty'ego, z pomocą McCool. Tydzień później Stevens i James pokonali mistrzów tag-team WWE, Paula Londona i Briana Kendricka, w non-title matchu. Rywalizacja pomiędzy dwoma tag-teamami zakończyła się na gali No Mercy, na której Stevens i James zostali pokonani przez Londona i Kendricka. Niedługo później Stevens i James zostali odesłani z powrotem do OVW.
Stevens powrócił do OVW 2 grudnia 2006, został pokonany przez Charlesa Evansa; nie wspomniano nic o pobycie Stevensa w SmackDown. 14 marca 2007 pokonał Paula Burchilla w walce o OVW Heavyweight Championship. Stevens zdołał obronić pas w pojedynkach przeciwko Cody’emu Runnelsowi i Mike'owi Mondo, lecz utracił tytuł na rzecz Burchilla, 9 maja 2007. Brał udział w Triple Threat Matchu o mistrzostwo, z Burchillem i Jayem Bradleyem, lecz nie udało mu się go wygrać. 8 czerwca pokonał Burchilla w walce o miana pretendenckie.
Jego szansą na zdobycie OVW Heavyweight Championship był Triple Threat Match, ponownie przeciwko Burchillowi i Bradleyowi. Na szali starcia był nie tylko tytuł, ale również samochód Stevensa i dom Burchilla; walkę wygrał Jay Bradley. Ostatnią walką Stevensa w OVW był Two Rings Steel Cage Flag Match, w którym w drużynie z Alem Snowem, Atlasem DaBonem, Chetem The Jettem i Coltem Cabaną pokonał Michaela W. Kruela, Ramona, Raula, The Belgium Brawlera i Vladimira Kozlova.
Stevens został zwolniony z WWE 6 sierpnia 2007 roku.

### Federacje niezależne

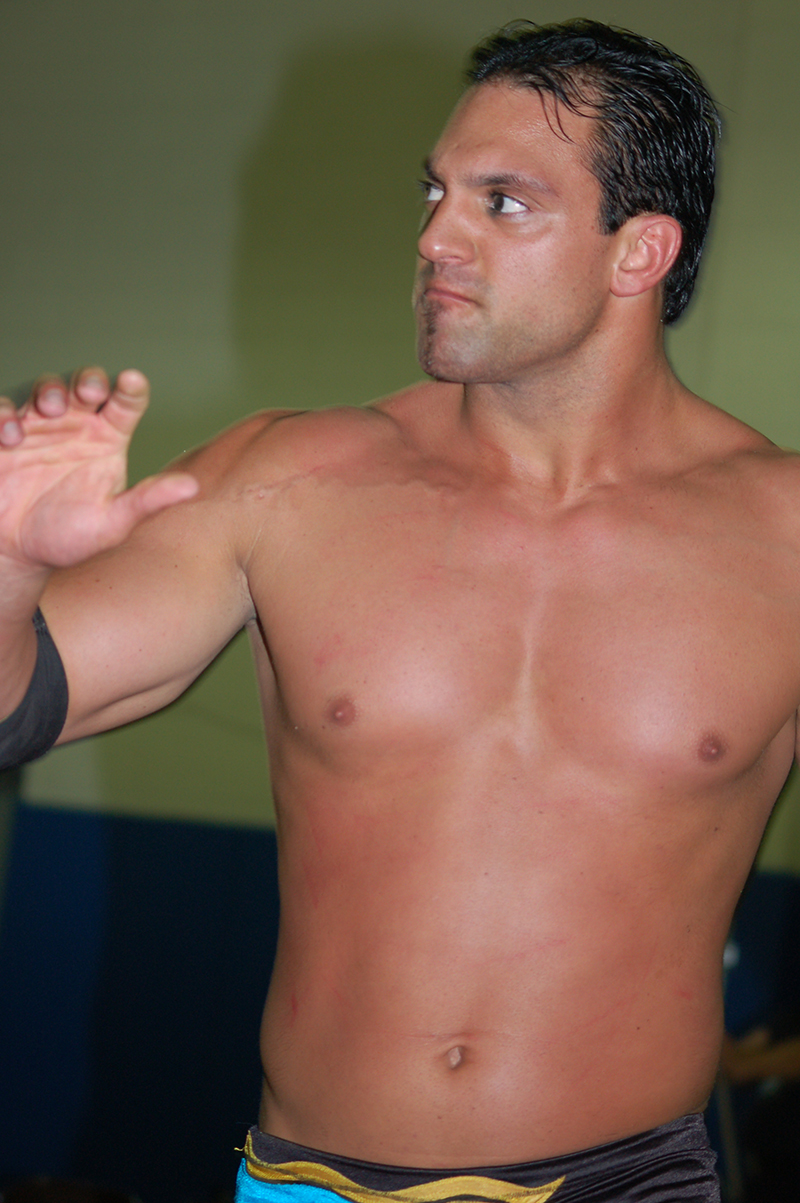
Haddad jako Idol Stevens w 2008.

Stevens pojawił się na NWA 60th Anniversary Show i przegrał z Mikiem DiBiasem II w walce o NWA North American Championship. Występował też w XCW Wrestling Mid-West oraz Derby City Wrestling. 7 listopada przegrał walkę ze Steve’em Bozem na evencie poświęconym Jerry'emu Lawlerowi – A Tribute Fit For The King.

#### Powrót do OVW (2008–2009)
12 listopada 2008 powrócił do OVW. W swojej pierwszej walce przegrał z mistrzem OVW, Anthonym Bravado, w non-title matchu. Tydzień później Stevens, Bravado i Jacob Duncan zawalczyli przeciwko sobie w Triple Threat Matchu. OVW zakończyło transmisję telewizyjną zanim walka się zakończyła, toteż nigdy nie wyłoniono zwycięzcy. 26 listopada Stevens i Bravado ponownie zmierzyli się ze sobą, tym razem wygrał Stevens, dzięki czemu zdobył tytuł OVW Heavyweight Championship po raz drugi. W grudniu połączył siły z U-Genem; razem wzięli udział w turnieju o miana pretendenckie do tytułów OVW Southern Tag Team Championship, lecz odpadli w drugiej rundzie. W lutym 2009 Stevens nie wykorzystał dwóch okazji zdobycia OVW Television Champioship.

#### World Wrestling Council (2009–2010)
Haddan wyjechał do Portoryko, by walczyć dla federacji World Wrestling Council. Został ochroniarzem Jose Chaparra. i członkiem tag-teamu „American Family”. W swoim debiucie, 28 lutego 2009, pokonał Angela. 16 maja pokonał BJ'a i zdobył pas WWC Puerto Rico Heavyweight Championship; tytuł stracił w sierpniu, w walce z Shane’em Sewellem. 15 sierpnia Stevens i Shawn Spears pokonali tag-team Thunder & Lightning, zdobywając WWC World Tag Team Championship. Tytuły przegrali w październiku, na rzecz Thunder & Lightning.
Stevens i Spears zaczęli ze sobą rywalizować; miejsce Spearsa w tag-teamie zajął Chicano, z którym Stevens zdobył WWC Tag Team Title po raz drugi. Po odebraniu tytułów tag-team przez Thunder & Lightening, Stevens ponownie zmienił partnera, tym razem na Kinga Tongę Juniora. Duet zdobył tytuły mistrzowskie 4 kwietnia 2010. Pasy zostały im odebrane 24 kwietnia, przez Los Aereos. Stevens po raz czwarty sięgnął po WWC Tag Team Championship w czerwcu 2010, tym razem z Abbadem. W lipcu Thunder & Lightening odebrali im tytuły.

### Powrót do WWE

#### Florida Championship Wrestling (2010–2012)
15 lipca 2010 ogłoszono, że Haddan podpisał nowy kontrakt rozwojowy z WWE. Został przydzielony do ówczesnej rozwojówki federacji, Florida Championship Wrestling. Przyjął pseudonim ringowy Damien Sandow. 3 grudnia 2010 zdobył FCW Florida Tag Team Championship w tag-teamie z Titusem O’Neilem, pokonując Xaviera Woodsa i Masona Ryana w walce o zwakowane pasy. Po utracie tytułów w marcu 2011 Sandow odwrócił się od swojego partnera i dołączył do ugrupowania utworzonego przez Lucky’ego Cannona, Aksanę i Maxine. Po rozpadzie grupy przyjął gimmick intelektualisty; we wrześniu pokonał Setha Rollinsa w walce o FCW 15 Championship. 13 stycznia stracił mistrzostwo po przegranej walce z Richiem Steamboatem.

#### Savior of the Masses; Rhodes Scholars (2012–2013)
6 kwietnia 2012 Sandow pojawił się na SmackDown, prezentując swój nowy wizerunek napuszonego pedanta w nagranym wcześniej wywiadzie; skrytykował w nim popkulturę i wychwalał swoje cnoty. Jego ringowym debiutem miał być pojedynek z Derrickiem Batemanem, 4 maja 2012, Sandow jednak odmówił walki, twierdząc, że widownia nic nie wyniesie z jego walki z tak słabym przeciwnikiem. 18 maja odmówił walki z Yoshim Tatsu, lecz zaatakował Tatsu po tym, jak ten nazwał go tchórzem. Sandow stoczył swoją pierwszą walkę 25 maja, pokonując Tatsu. Nie zgodził się też na walkę z Ezekielem Jacksonem, choć ta i tak się odbyła, a Sandow zdołał ją wygrać. 8 czerwca próbował zaatakować Hornswoggle'a, jednak został powstrzymany przez Tysona Kidda. Sandow pokonał Kidda tydzień później.

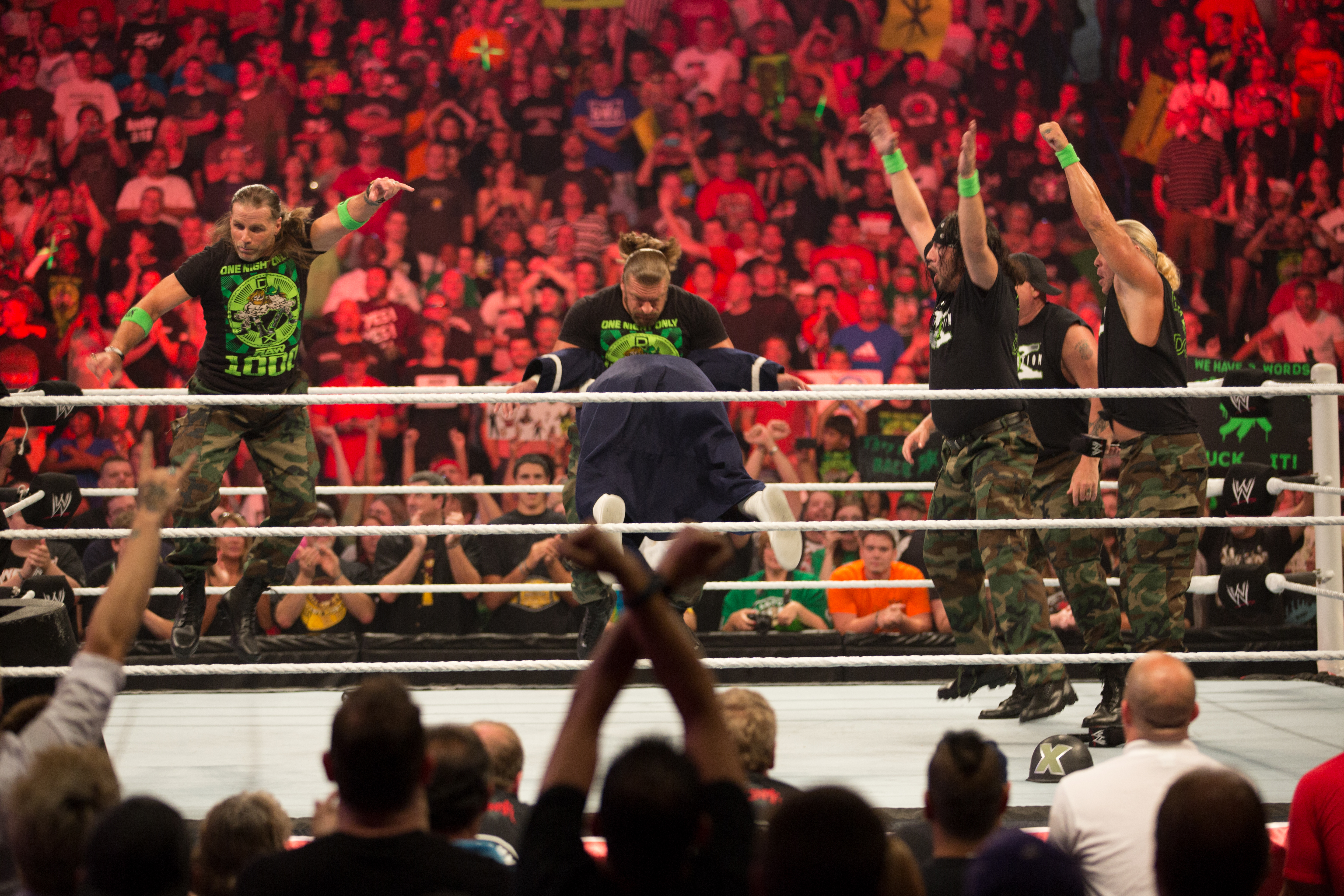
Sandow karany przez D-Generation X

29 czerwca pokonał Zacka Rydera w pojedynku o miejsce w walce o niebieską walizkę Money in the Bank (upoważniającą posiadacza do wykorzystania kontraktu na walkę o World Heavyweight Championship w dowolnym miejscu i czasie) na gali Money in the Bank. W Ladder Matchu o walizkę zwyciężył jednak Dolph Ziggler. 23 lipca na specjalnym odcinku Raw – Raw 1000 – przerwał grupie D-Generation X; obraził członków ugrupowania, a następnie został przez nich zaatakowany. Sandow rozpoczął rywalizację z Brodusem Clayem po tym, jak zaatakował Claya, gdy ten śmiał się z ataku DX na Sandowie. Zmierzyli się 20 sierpnia na Raw, walkę wygrał Sandow, lecz został zaatakowany przez Claya po zakończeniu pojedynku. 31 sierpnia na SmackDown odnotował pierwszą przegraną; w walce z Sheamusem umyślnie doprowadził do własnej dyskwalifikacji poprzez wyliczenie pozaringowe. W październiku Sheamus pokonał go jeszcze raz, tym razem przez pinfall.

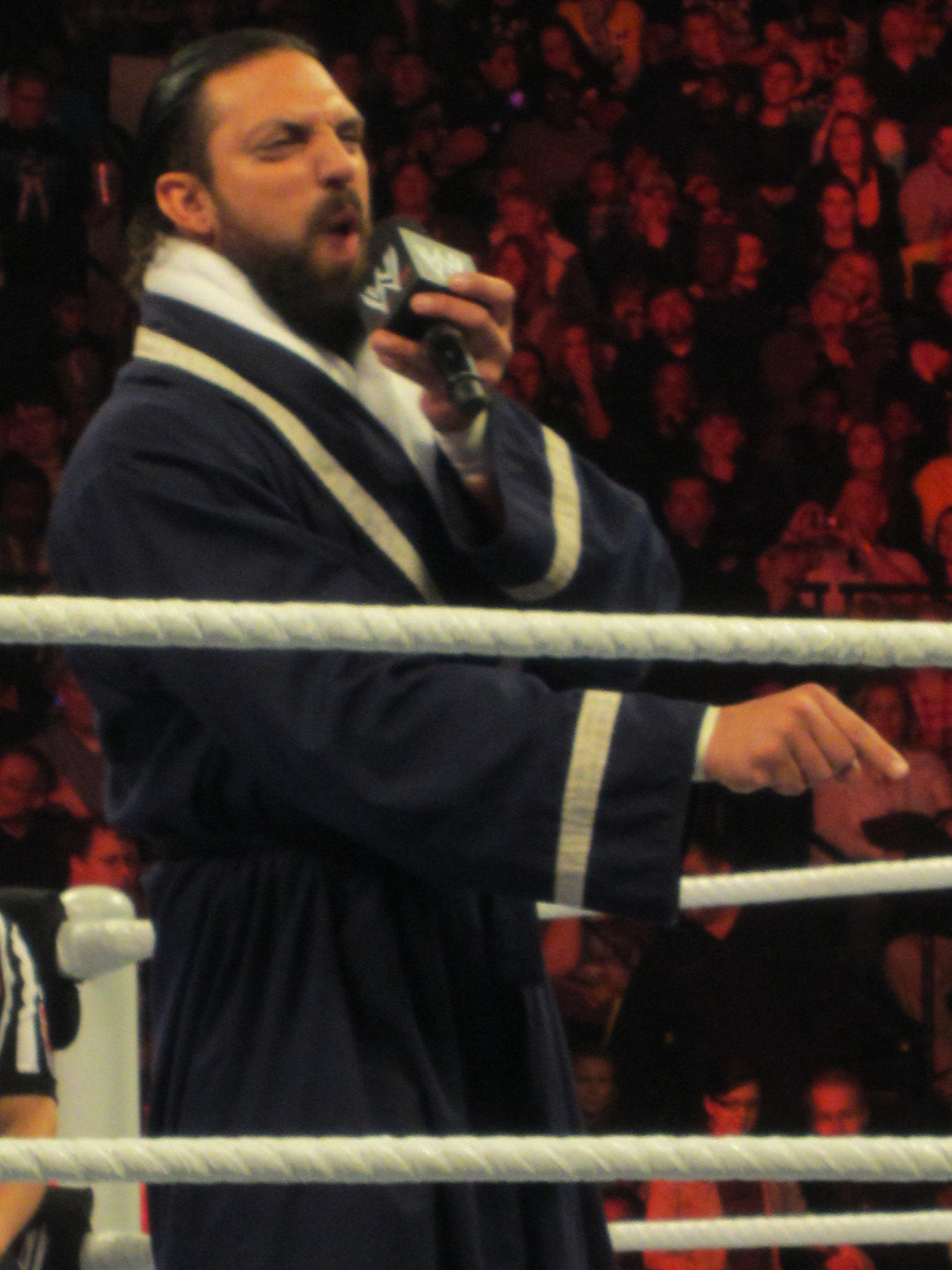
Damien Sandow zwracający się do publiczności

19 września na SmackDown Sandow połączył siły z Codym Rhodesem; rozpoczęli rywalizację z mistrzami tag-team WWE – Team Hell No (Daniel Bryan i Kane). Sandow i Rhodes, jako Team Rhodes Scholars, wygrali turniej o miana pretendenckie do WWE Tag Team Championship i zmierzyli się z Team Hell No na gali Hell in a Cell. Starcie wygrali przez dyskwalifikację, toteż tytuły mistrzowskie pozostały w posiadaniu Hell No. Podczas walki rewanżowej, w której wygrało Hell No, Rhodes doznał kilku prawdziwych kontuzji, przez co Rhodes Scholars musiało chwilowo zakończyć działalność.
23 listopada 2012 na SmackDown przegrał walkę o Intercontinental Championship z Kofim Kingstonem. Od grudnia regularnym segmentem z udziałem Sandowa było poszukiwanie „ucznia” dla niego poprzez zadawanie publiczności różnych pytań. Po powrocie Rhodesa do ringu, Rhodes Scholars wygrało Fatal 4-Way Elimination Match, a na TLC: Tables, Ladders and Chairs wygrali Tables match z Reyem Mysterio i Sin Carą, dzięki czemu otrzymali szansę zdobycia Tag Team Championship. Jednakże, w walce na następnym Main Event to Team Hell No wyszło zwycięsko ze starcia z Rhodes Scholars. 7 stycznia 2013 Sandow i Rhodes pokonali Hell No w non-title matchu, lecz nie udało im się zdobyć pasów w kolejnej walce z Bryanem i Kanem na gali Royal Rumble.
1 lutego Sandow i Rhodes rozwiązali Rhodes Scholars, utrzymując, że nadal są najlepszymi przyjaciółmi. Ich rozłąka jednak nie trwała długo, zawalczyli razem w pre-showie gali Elimination Chamber. Wraz z The Bella Twins (Brie i Nikki Bella) rywalizowali z Tons of Funk (Brodus Clay i Tensai) i The Funkadactyls (Naomi i Cameron).

#### Money in the Bank (2013–2014)
15 maja 2013 Sandow wyzwał na pojedynek mistrza NXT, Big E Langstona; pojedynek przegrał. Sandow wdał się w rywalizację z Sheamusem. Punktem kulminacyjnym feudu był Dublin Street Fight, w którym Sheamus pokonał Sandowa. 14 lipca, na gali Money in the Bank Sandow i Rhodes wzięli udział w Ladder matchu o walizkę World Heavyweight Championship Money in the Bank (która upoważniała zwycięzcę do wyzwania mistrza świata wagi ciężkiej federacji w dowolnym miejscu i czasie). Sandow zdobył walizkę po tym, jak zrzucił Rhodesa z drabiny. Poskutkowało to atakiem ze strony Rhodesa dzień później na Raw i rozwiązaniem Rhodes Scholars. Rhodes dominował nad Sandowem w trakcie ich rywalizacji; nawet wyrzucił walizkę Money in the Bank Sandowa do wód Zatoki Meksykańskiej. Feud został zakończony wygraną Rhodesa nad Sandowem na gali SummerSlam 2013.
28 października skonfrontował się z kontuzjowanym Johnem Ceną, ówczesnym posiadaczem World Heavyweight Championship. Zaatakował Cenę i wykorzystał na nim swoją walizkę Money in the Bank, lecz przegrał walkę o mistrzostwo. Po tym wydarzeniu Sandow rozpoczął serię porażek. W styczniu 2014 wziął udział w Royal Rumble Matchu; został wyeliminowany jako pierwszy, przez CM Punka.

#### Odtwarzanie roli; Damien Mizdow (2014–2015)

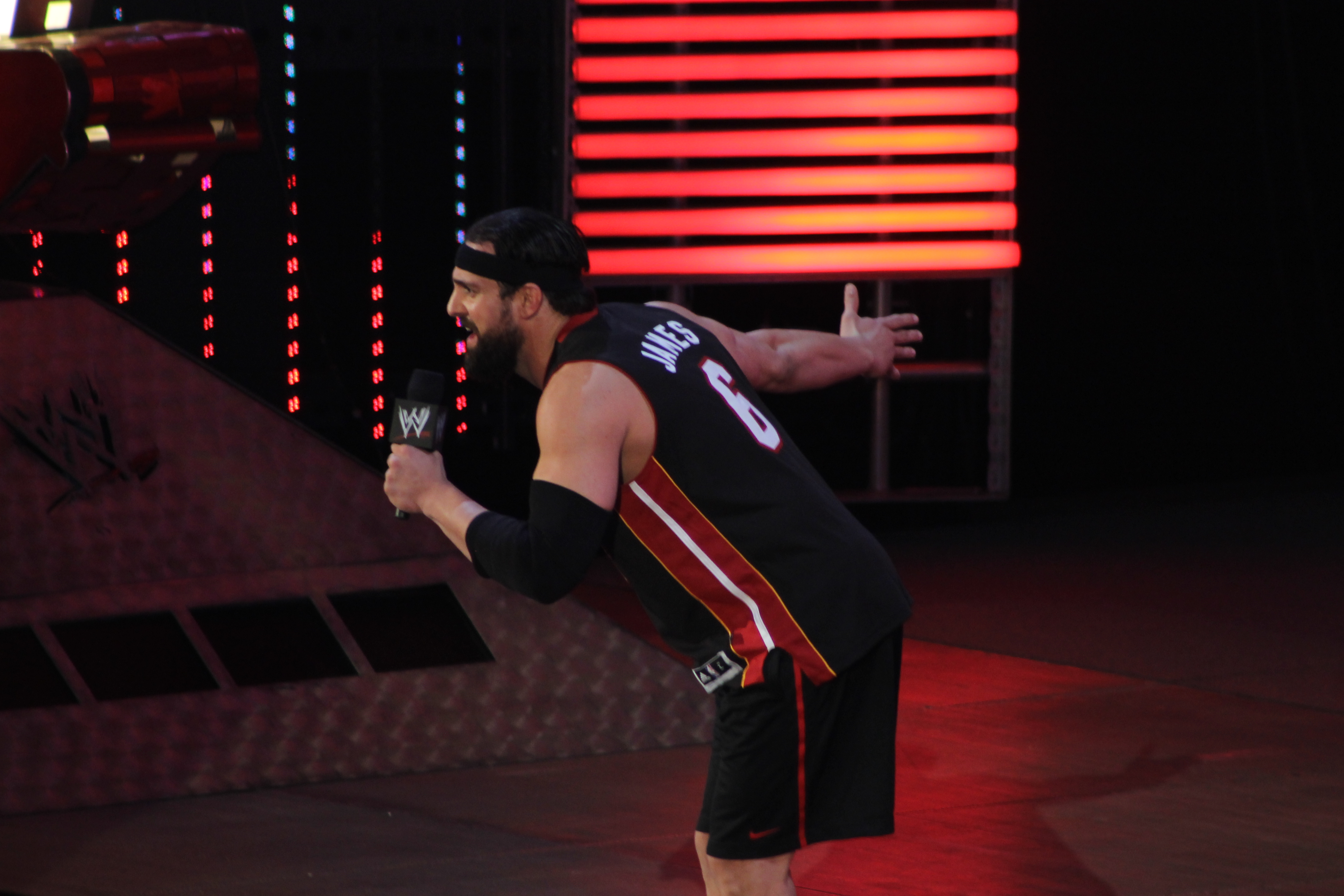
Sandow przebrany za LeBrona Jamesa w 2014.

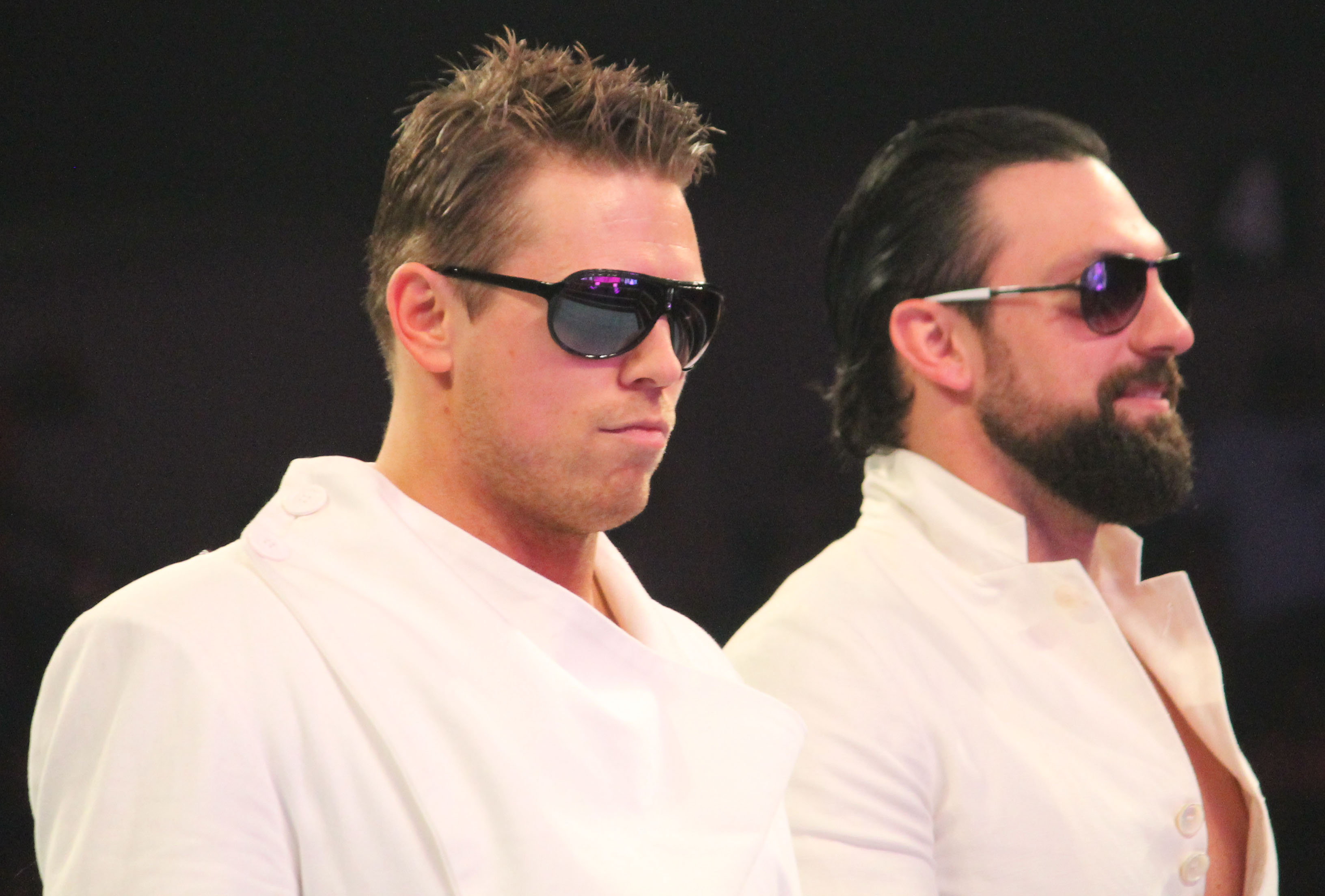
Damien Mizdow (po prawej) jako dubler The Miza.

28 kwietnia 2014 Sandow przebrał się za Magneto i skonfrontował z Hugh Jackmanem (odtwórcy roli Wolverine’a w filmach X-Men) i Dolphem Zigglerem. Od tej pory przebierał się za różne znane postacie (np. za Abrahama Lincolna, Sherlocka Holmesa czy Bruce’a Springsteena) i wrestlerów (np. za Shawna Michaelsa czy Breta Harta). W sierpniu połączył siły z The Mizem, którego gimmickiem była arogancka gwiazda filmowa. Sandow stał się dublerem Miza, zastępował go podczas walk, naśladował jego zachowanie i ruchy wrestlingowe, a nawet (jedynie na potrzeby tego storyline'u) zmienił pseudonim ringowy na Damien Mizdow. Pomógł Mizowi zdobyć Intercontinental Championship w walce z Dolphem Zigglerem.
Na gali Survivor Series, Mizdow i Miz zdobyli pasy WWE Tag Team Championship w Fatal 4-Way Matchu z Goldustem i Stardustem, The Usos oraz Los Matadores. 29 grudnia przegrali tytuły mistrzowskie na rzecz The Usos. Mizdow zaskarbił sobie przychylność publiki, co rozzłościło The Miza. Mizdow przeszedł face turn, kiedy wyeliminował Miza z Battle Royalu na WrestleManii 31. Rywalizacja Mizdowa z jego byłym partnerem zakończyła się walką o prawa autorskie do postaci The Miza. Odbyła się 20 kwietnia 2015, wygrał ją The Miz. Po przegranej (równoznacznej z zakończeniem angle'u), Haddan powrócił do swojego poprzedniego pseudonimu ringowego – Damien Sandow.
27 kwietnia promo Sandowa zostało przerwane przez Curtisa Axela, parodiującego Hulka Hogana. Sandow zaczął udawać Randy’ego Savage’a jako Macho Mandow i utworzył tag-team The Meta Powers z Axelem (tym samym parodiując tag-team The Mega Powers, którego członkami byli Hogan i Savage). Na gali Payback przegrali walkę z The Ascension. The Meta Powers zawiesiło działalność po rozwiązaniu kontraktu WWE z Hulkiem Hoganem w lipcu 2015 roku.

#### Powrót do walk singlowych i odejście z federacji (2015–2016)
Do końca 2015 roku walczył jedynie w dark matchach i house showach, ponownie jako Damien Sandow, w swoim pierwotnym gimmicku pedanta. Pojawił się na pre-showie Royal Rumble 2016. 28 kwietnia na odcinku SmackDown przegrał walkę z debiutantem z NXT, Baronem Corbinem. 2 maja na Raw wziął udział w Battle Royalu o miano pretendenckie do WWE United States Championship, lecz nie zdołał go wygrać. Cztery dni później, 6 maja 2016, WWE ogłosiło, że Sandow został zwolniony.

### Total Nonstop Action Wrestling (od 2016)
10 sierpnia 2016 roku, Total Nonstop Action Wrestling (TNA) opublikowało spot promujący nowego zawodnika, Aarona Stevena. 11 sierpnia, podczas odcinka Impact Wrestling, wrestler zadebiutował pod ringowym imieniem – Aron Rex, wygłosił promo w ringu i skonfrontował się z Bobbym Lashleyem.

## Życie osobiste
Haddad jest katolikiem. W dzieciństwie uprawiał sztuki walki.

## Mistrzostwa i osiągnięcia
- Chaotic Wrestling
  - Chaotic Wrestling Heavyweight Championship (1 raz)
  - Chaotic Wrestling Tag Team Championship (1 raz) – z Edwarde G. Xtasym
- Florida Championship Wrestling
  - FCW 15 Championship (1 raz)
  - FCW Florida Tag Team Championship (1 raz) – z Titusem O’Neilem
- International Wrestling Association
  - IWA Hardcore Championship (1 raz)
- Ohio Valley Wrestling
  - OVW Heavyweight Championship (2 razy)
  - OVW Southern Tag Team Championship (1 raz) – z Novą
  - OVW Television Championship (1 raz)
  - Third OVW Triple Crown Champion
- Pro Wrestling Illustrated
  - PWI umieściło go na 50. miejscu w top 500 wrestlerów rankingu PWI 500 w 2013
- World Wrestling Council
  - WWC Puerto Rico Heavyweight Championship (1 raz)
  - WWC World Tag Team Championship (4 razy) – z Shawnem Spearsem (1), Chicanem (1), Kingiem Tongą Jr. (1) i Abbadem (1)
- WWE
  - WWE Tag Team Championship (1 raz) – z The Mizem
  - Money in the Bank (2013 – kontrakt na walkę o World Heavyweight Championship)
  - Slammy Award (2 razy)
    - LOL Moment of the Year (2014)
    - Double-Cross of the Year (2015)